# Rubroscirus boneti
Rubroscirus boneti är en spindeldjursart som först beskrevs av Baker och Hoffmann 1948.  Rubroscirus boneti ingår i släktet Rubroscirus och familjen Cunaxidae. Inga underarter finns listade i Catalogue of Life.